# 한국해운조합
한국해운조합(韓國海運組合, Korea Shipping Association)은 연안 해운업자의 경제적·사회적 지위 향상과 국민경제의 균형있는 발전 도모를 위해 설립된 비영리특수법인이다. 서울특별시 강서구 공항대로 379 (등촌3동 660-10)에 위치하고 있다.
한국해운조합법 제1조에 의하여 설립되었으며 2본부 7실 14팀 10개 지부로 조직되어 있다. 정원은 301명 (일반직129, 전문직27, 터미널관리직138, 별정직1, 노동조합2) (임원제외)이다.

## 주요 업무
- 조합원 사업에 관한 경영지원, 조사, 연구
- 조합원 사업수행 중 발생하는 재해에 대비한 공제사업
- 조합원사가 고용한 선원의 임금채권보장기금 관리, 운영
- 조합원 사업을 위한 유류 및 자재의 공동수입, 주선
- 조합원 사업자금 대여
- 연안여객선 승선권 전산매표시스템 운영
- 국가 또는 지방자치단체가 보조하거나 위탁하는 사업 등

## 연혁
- 1949. 09. : 대한해운조합연합회 설립 (10개 단위 조합)
- 1961. 12. : 한국해운조합법 공포 (법률 제917호)
- 1962. 07. : 한국해운조합법 설립 (비영리 특수법인)
- 2003.～2007. : 공공기관 경영․혁신평가 5년 연속 최우수기관
- 2008. 06. : 조합 공제「KSA 해상종합보험 / KSA Hull·P&I 」로 재탄생
- 2010. 09. : 제18대 이인수 이사장 취임
- 2012. 05. : 한국물류대상 공기업부문 대상 수상 (한국로지스틱스학회)
- 2012. 07. : 창립 50주년 기념식 개최, 새로운 CI 및 조합 뉴비전 선포
- 2012. 12. : 제13대 이용섭 회장 취임 / (주)풍진해운 대표이사[5]
- 2013. 08. : 제14대 박송식 회장 취임 / 명진해운(주) 대표이사
- 2013. 09. : 제19대 주성호 이사장 취임
- 2016. 06. : 제20대 이기범 이사장 취임
- 2016. 08. : 제15대 이용섭 회장 취임 / (주)풍진해운 대표이사
- 2018. 04. : 제21대 임병규 이사장 취임
- 2019. 08. : 제16대 고성원 회장 취임 / (주 대양해운(주) 대표이사
- 2021. 04. : 제22대 임병규 이사장 취임
- 2022. 08. : 제17대 문충도 회장 취임 / (주 일신해운(주) 대표이사
- 2024. 08. : 제23대 이채익 이사장 취임

## 조직현황
- 본부 : 서울시 강서구 공항대로 379 (등촌3동)
- 부산지부 : 부산광역시 중구 광복로 97번길 20 부산해운센터 3층
- 인천지부 : 인천광역시 중구 서해대로 366 정석빌딩 신관 808호(신흥동3가)
- 목포지부 : 전라남도 목포시 해안로 182 (항동)
- 여수지부 : 전라남도 여수시 여객선터미널길 17 (교동)
- 제주지부 : 제주특별자치도 제주시 임항로 111 (건입동)
- 서해지부 : 전북특별자치도 군산시 임해로 378-8 (소룡동)
- 완도지부 : 전라남도 완도군 완도읍 장보고대로 335 (군내리)
- 경남지부 : 경상남도 통영시 통영해안로 234 (서호동)
- 울산지부 : 울산광역시 남구 장생포고래로 187-1 (장생포동)
- 포항지부 : 경상북도 포항시 북구 해안로 44 (항구동)

## 조합 세부내용
< 조합원 가입절차 >
한국해운조합에 가입하고자 하는 자는 조합에 다음 각 호의 서류를 제출하고 출자금, 가입금, 조합회비를 부과기준에 따라 납부하여야 한다. 다만, 준조합원의 회비는 전액 감면된 금액으로 납부하고, 출자금은 납부하지 아니한다
1. 조합 가입신청서(별지 제1호 서식) 1부
2. 해당사업 면허증 또는 등록증 사본 1부
3. 조합원 등 가입·변경 신고서(별지 제3호 서식) 1부
4. 선박 및 시설의 명세서(선박국적증서, 선박검사증서 사본) 각 1부
5. 법인등기부등본(개인의 경우 생년월일),사업자등록증 사본 각 1부
6. 용선계약서 사본 1부(1년 미만으로 내항화물운송사업자로부터 단기 용선한 선박에 한정한다.)

< 조합원 자격 >
- 조합원

조합원이 될 수 있는 자는 국내에 주된 사무소를 둔 자로서 해양수산부장관으로부터 해상여객운송사업면허를 받은 자 또는 해양수산부장관에게 해상화물운송사업등록을 한 자로 한다.
- 준조합원

① 준조합원이 될 수 있는 자는 국내에 주된 사무소를 둔 다음 각호의 1에해당하는 자로서 조합 사업을 이용하는 자로 한다.
해운법 제33조에 따라 해운중개업 또는 선박대여업의 등록을 한 자
해운법에 따른 선박관리업을 경영하는 자 등 해양수산부 장관이 지정하는 해운관련업을 경영하는 자 
② 제1항 및 제2항의 규정에도 불구하고 파산자나 피성년후견인 또는 제명된 후 1년이 경과되지 아니한 자는 조합원 등의 자격이 제한된다.

< 조합 공제사업 >
01.국내 유일의 종합 해상보험 서비스(KSA Hull·P&I)
한국해운조합은 KSA Hull·P&I라는 해상보험 통합 브랜드를 통해 선박보험, 여객 및 선원을 포함한 P&I, 선박건조보험, 수상레저 분야에 이르기까지 국내 유일의 종합 해상보험 서비스를 제공하고 있음
02.경쟁력 있는 요율제공
한국해운조합은 비영리단체로 조합원의 보험료 부담을 경감시키기 위해 시장 가격 대비 최소 10∼20% 저렴한 요율을 제공하고 있음
03.폭넓은 담보 및 안정적인 위험분산
한국해운조합은 IG Clubs과 동일한 해상위험의 범위를 담보하고 있으며 Lloyd’s와 같은 S&P A등급 이상의 재보험사 그리고 Korean Re와 재보험계약을 체결하여 적절하게 위험을 분산함으로써 지급능력을 확고히 하고 있음
04.신속하고 믿을 수 있는 Claim Service
한국해운조합은 손해사정사, 손해보험중개사, 고문변호사 등으로 구성된 해상보험 전문 인력과 함께 해양수산부, 해양경비안전본부 및 관련기관과 유기적인 협조체계를 구축하여 신속하고 체계적으로 클레임을 처리·진행하고 있음
05.해외 Claim Network
한국해운조합은 전 세계 130개국, 238개 업체와 Claim Network를 구축하고 있어 해외에서 클레임으로 가입선박이 가압류 될 경우에 언제 어디서나 신속한 클레임 서비스를 제공하고 있음
06.무한한 잠재력
한국해운조합은 선박건조공제, 항만운영자 공제 등의 상품개발을 통해 지속가능한 성장의 발판을 마련하고 있으며 국제 해상보험 전문기관으로 거듭나기 위해 끊임없이 노력하고 있음
07.보험 그 이상의 서비스
한국해운조합은 조합원들에게 선박안전점검(Condition Survey, Risk Survey)을 무상으로 제공함으로써 지속적으로 가입 선박의 안전을 관리하고 있음
그리고 230억원 규모 사업운영자금 저리 대부로 조합원들의 사업 활동에 도움을 주기 위해 활동을 함
선원자녀 장학금 사업을 통해서는 선원공제에서 약 40명의 선원자녀에게 1인당 200만원의 장학금을 지원, 여객선 안전재단에서 약 30명의 선원자녀에게 1인당 200만원의 장학금을 지원함

< 연안해운 경영지원 서비스 >
- 해상화물운송 경쟁력 확보 지원

- 연안선박 현대화 지원, 선·화주 상생환경 조성, 선박 및 연료유 해운세제 감면 지속 지원, 조합원 사업개발 및 연구용역 진행 등 사업하기 좋은 연안해운 경영환경을 조성함
- 해상여객운송 선진화 및 해상관광 활성화

- 연안여객선 대중교통화를 위한 제도적 장치를 마련하며 해상관광 신규수요창출을 통해 연안 여객선업계 지원사업을 발굴 추진하는 한편, 연안여객운송사업 제도를 합리화하여 업계 경쟁력 강화를 추진함
- 내항선원 안정적 공급기반 조성

- 내항선원의 인력난 해소를 위한 해기사 양성지원, 외국인선원의 안정적 고용 및 장기승선 유도 등을 통해 내항선원의 안정적 공급기반을 확보해나감

< 석유류 공급 >
- 공급 유형

- 면세석유류 :「조세특례제한법」에 따라 연안을 운항하는 여객선박 공급하는 석유류
- 영세석유류 :「부가가치세법」및「교통·에너지·환경세법」등에 따라 외국항행선박에 공급하는 석유류
- 과세석유류 : 내항을 운항하는 선박 및 항만사업에 공급하는 석유류
- 윤활유 : 면·영·과세 선박에 사용되는 윤활유 제품
- 공급 가격(석유류대금 + 수수료 + 용역비)

- 석유류대금 : 조합이 정유사로부터 구매한 가격
- 수수료 : 조합 석유류공급사업에 필요한 경비
- 용역비 : 석유류의 수송, 보관, 급유 등 용역수행에 필요한 경비

< 자재공동구입 >
- 사업의 근거

- 『한국해운조합법』제6조(사업) 제1항 제2호 조합원의 사업을 위한 자재의 가격·구입가능 물량 등에 관한 조사, 공동구입 주선 및 공동구입한 자재의 배정
- 공급대상

- 조합원 및 준조합원 소유 및 관리(용선) 선박, 정부, 지방자치단체, 국·공립학교, 공공기관 및 공직유관단체 소유 및 관리(위탁)·운영선박

## 같이 보기
- 한국해운물류협회
- 한국해운교육원
- 한국해운신문